# Joel Bregonis
Joel Bregonis, vollständiger Name Joel Iván Bregonis Mundo, (* 23. Januar 1996 in Montevideo) ist ein ehemaliger uruguayischer Fußballspieler.

## Karriere

### Verein
Der 1,82 Meter große Defensivakteur Bregonis gehörte mindestens seit 2013 der Jugendabteilung des uruguayischen Erstligisten Nacional Montevideo an. In der Primera División kam er allerdings nicht zum Einsatz, sondern wurde zuletzt in der Cuarta División eingesetzt. Im September 2014 verließ der von Agustín Manzione vertretene Bregonis den Klub, nachdem beide Parteien in vertraglicher Hinsicht nicht zu einer Einigung kamen, mit der Absicht seine Karriere in Brasiliens zweithöchster Spielklasse fortzusetzen. Im November 2014 unterzeichnete er einen Eineinhalbjahresvertrag beim Internacional Porto Alegre. Mindestens seit Ende Juli 2016 spielt er mittlerweile für die Nachwuchsmannschaft (Formativas) der Tercera División des uruguayischen Erstligisten Defensor Sporting. In der Saison 2017 gehört er dem Erstligakader von Boston River an. Dort debütierte er am 7. Juli 2017 bei der 0:1-Heimniederlage gegen Plaza Colonia in der höchsten uruguayischen Spielklasse, als er von Trainer Alejandro Apud in die Startelf beordert wurde. Zu weiteren Spielen kam er in der Saison nicht. 2018 trat Bregonis noch für den Club Atlético Rentistas an, danach verlieren sich seine Spuren als Profisportler.

### Nationalmannschaft
Bregonis nahm mit der uruguayischen U-17-Auswahl an der U-17-Südamerikameisterschaft 2013 in Argentinien teil. Mit der Mannschaft belegte er den vierten Turnierrang. Im Oktober 2013 war er Teil des uruguayischen Aufgebots bei der U-17-Weltmeisterschaft 2013 in den Vereinigten Arabischen Emiraten. Dort erreichte er mit der Mannschaft das Viertelfinale. Er kam in fünf WM-Begegnungen zum Einsatz. Dabei erzielte er ein Tor.
Bregonis war mindestens im März 2014 Mitglied der von Trainer Fabián Coito betreuten uruguayischen U-20-Nationalmannschaft. Am 15. April 2014 wurde er beim 3:0-Sieg über Chile in der 75. Spielminute für Mauricio Lemos eingewechselt. Überdies wurde er im Länderspiel am 20. Mai 2014 gegen Paraguay eingesetzt.